# Банківська модель освіти
Банківська модель освіти (порт. modelo bancário de educação) — термін, введений Пауло Фрейре для опису та критики встановленої системи освіти в його книзі «Педагогіка пригноблених». Назва відсилає до метафори, що студенти є наче контейнери, у які освітяни повинні вкладати знання. Фрейре стверджував, що ця модель посилює брак критичного мислення та володіння знаннями в учнів, що, у свою чергу, посилює пригнічення, на відміну від розуміння Фрейром знань як результату людського творчого процесу.

## Визначення
Термін «банківська модель освіти» вперше використав Пауло Фрейре у своїй надзвичайно впливовій книзі «Педагогіка пригноблених». Фрейре описує цю форму навчання як «фундаментально наративний (в) характер»:57з учителем як суб’єктом (тобто активним учасником), а учнями як пасивними об’єктами.
Замість спілкування вчитель видає комюніке та робить депозити, які учні терпляче сприймають, запам’ятовують і повторюють. Це «банківська» концепція освіти, в якій обсяг дій, дозволених студентам, поширюється лише на отримання, подання та зберігання вкладів.:58
Таким чином, освіта розглядається як процес депонування знань пасивним учням. Вчителі є епістемологічним авторитетом у цій системі; попередні знання студентів ігноруються, окрім того, що передбачалося «внести» в них раніше. Фрейре також посилається на банківську парадигму, яка розглядає студентів як «пристосованих, керованих істот». ... Чим повніше вони приймають нав'язану їм пасивну роль, тим більше вони прагнуть просто пристосуватися до світу, яким він є, і до фрагментованого погляду на реальність, закладеного в них»:60
У банківській концепції освіти знання — це дар, який дарують ті, хто вважає себе обізнаними, тим, кого вони вважають такими що нічого не знають. ... Учитель представляє себе своїм учням як їхню необхідну протилежність; вважаючи їхнє невігластво абсолютним, він виправдовує власне існування.:58

## Модель трансмісії
Банківська освіта наслідує трансмісійну модель освіти. Ця модель розглядає освіту як певну сукупність знань, які передаються від учителя до учня. Це наголошує на навчанні, орієнтованому на вчителя, де учні є пасивними поглиначами інформації, а метою навчання є запам’ятовування фактів.
Модель передачі найчастіше використовується в університетських умовах як лекції. Якщо в класі понад 100 студентів, найпростішим методом навчання є лекція, коли вчитель стоїть попереду класу та диктує студентам.[джерело?]

## Можлива альтернатива
Однією з можливих альтернатив банківській моделі є проблемно-орієнтована модель навчання(подібна до того, що Фрейр назвав проблемно-позиційною освітою), у якій учнів заохочують думати й активно вирішувати проблеми, які їм пропонує вчитель. Ця модель розглядає студента як людину з попередніми знаннями, яку можна використати для досягнення кращих результатів, ніж банківська модель, яка не використовує цей капітал.[джерело?]